# Steinreihe von Castlenalact

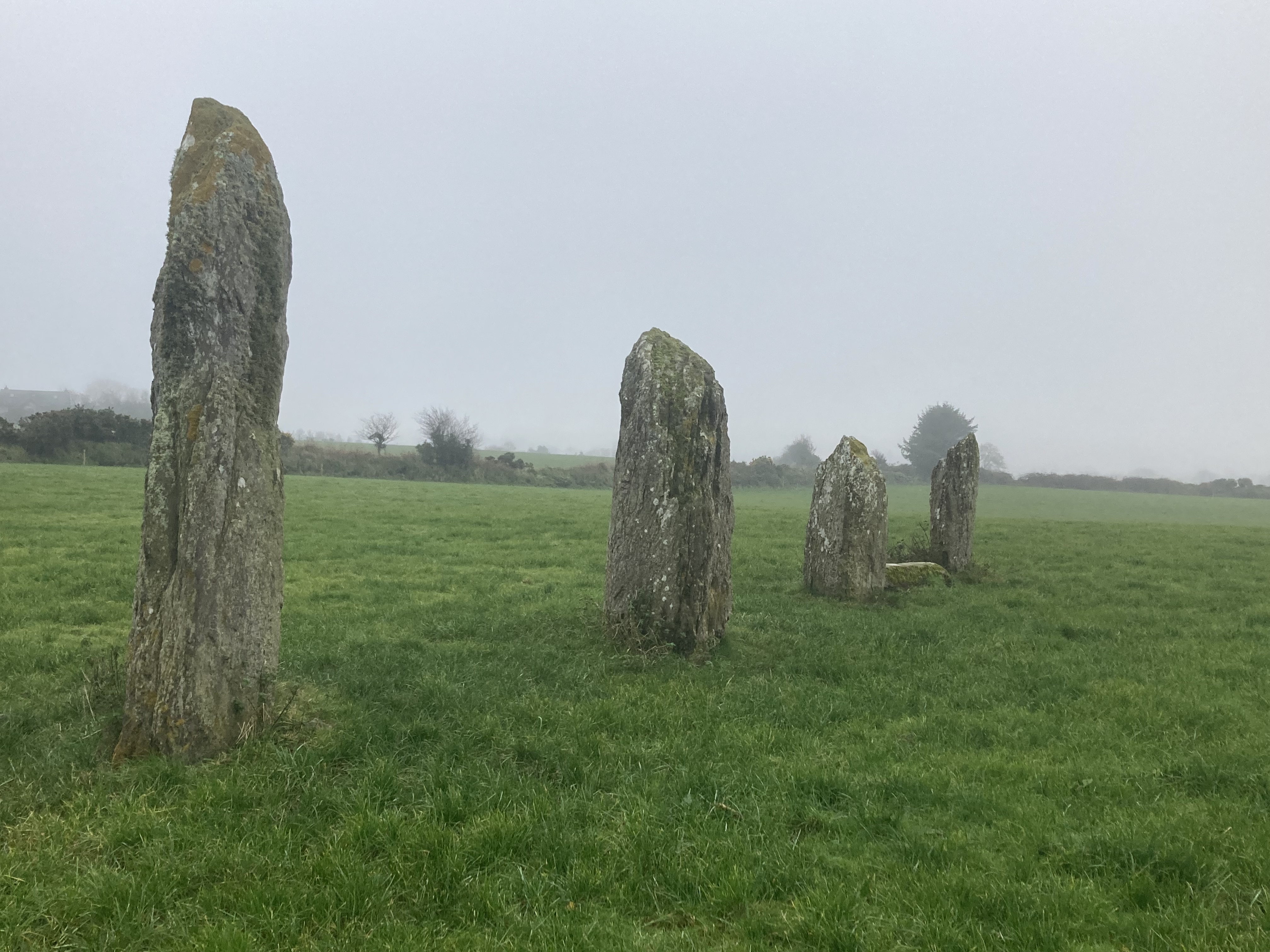
Steinreihe von Castlenalact

Die Steinreihe von Castlenalact (irisch Caisleán na Leacht – auch Castlenalact) steht nördlich des Castlenalact Lake, nordöstlich von Bandon im County Cork in Irland.
Die südwestlichen Countys Irlands sind Hauptstandorte der etwa 80 Steinreihen. Sieben weitere der 26 bedeutenden Reihen Irlands liegen im County Cork: Beenalaght (An Seisear), Cabragh, Carrigagulla, Dromfeagh, Farrannahineeny, Garrane und Maughanasilly.

## Beschreibung
Die Steinreihe ist Nordost-Südwest orientiert, etwa 13,4 m lang und besteht aus vier Steinen mit Höhen von 1,9 bis 3,4 Meter. Ein fünfter Stein aus einem anderen Material liegt am Boden.
Im nächsten Feld 300 Meter nördlich steht eine rote Sandsteinplatte etwa 1,6 m hoch und 1,8 m breit. Etwa 100 m entfernt liegt ein Boulder Burial. Ein großer eckengerundeter Felsblock liegt auf drei zwischen 40 und 60 cm hohen Steinen.